# 大卫·W·佩克
大卫·W·佩克（英語：David W. Peck，1902年12月3日—1990年8月23日）。美国法学家，律师。1947年到1957年任纽约最高法院上诉法院的首席法官，而纽约上诉法院是该州终审法院。在其任职期间内其对纽约州的司法改革起到主导与推动作用。佩克领导赦免咨询委员会于1950年在德国提出了赦免被定罪的战争和纳粹罪犯的建议。

## 生平
大卫·W·佩克出生在印第安纳州的克劳福兹维尔。其后，佩克跳过高三学业，16岁就开始在瓦巴什学院学习；只花了三年而非平常的四年就提前以优异的成绩毕业。然后他在哈佛大学法学院学习法律。为了获得学习需要的资金，他便去兼职当家庭教师。
毕业并获得纽约州律师协会的执业资格后，佩克于1934年加入沙利文和克伦威尔律师事务所，在那里他终生与之保持联系。他在沙利文和克伦威尔担任合伙人31年，参与民事诉讼。佩克在20世纪30年代初是一名共和党人。
1943年，佩克被任命为纽约最高法院法官。1947年，佩克被任命为最高法院第一区上诉庭的主审法官，因此负责曼哈顿和布朗克斯区的事务。佩克被任命时为44岁，因此是纽约州迄今为止最年轻的该级别法官。1957年，佩克回到沙利文和克伦威尔律师事务所，在那里他一直工作到1980年退休。
1955年，佩克写了《格里尔案》，讲述了1946年已故的梅布尔·西摩·格里尔的案件，他本人作为法官也参与其中。格里尔夫人生前承认在儿子出生后将其送人收养，但这位本来没有孩子的妇女的全部巨额财产被遗赠给了哈佛大学。据称儿子对遗嘱提出异议。这本书成为畅销书，而这本书也由企鹅出版社和读者文摘版共出版八个版本，并在1957年被拍成CBS系列剧《90号房》的一集。